# Antinovela
La antinovela es un tipo de novela vanguardista que se aparta de los elementos considerados tradicionales del género, como el argumento, el diálogo y la singularización de personajes, y que en vez de ellos establece sus propias convenciones.
Aunque el término fue introducido en el discurso literario contemporáneo por Jean-Paul Sartre, en su prólogo a Retrato de un desconocido (1948), de Nathalie Sarraute, sus antecedentes se remontan al libro de Charles Sorel Le Berger extravagant (El pastor extravagante, de 1633), subtitulado "Antinovela".
, que describe la naturaleza paródica de la prosa de ficción; a Vida y opiniones del caballero Tristam Shandy (1759), de Laurence Sterne; y a Jacques el fatalista (1778), de Denis Diderot.
Para Sartre, la antinovela no expone la debilidad del género novelesco, sino que da testimonio de su afán por reflexionar sobre sí mismo.
Entre algunos de los escritores cuyas obras pueden incluirse en esta clasificación, se encuentran Claude Simon, Nathalie Sarraute, Uwe Johnson, Pablo Palacio, Alain Robbe-Grillet, Julio Cortázar (aunque, en opinión de él mismo, su libro Rayuela no es una antinovela sino, más bien, una "contranovela") y Rayner Heppenstall.